# Barbie: Life in the Dreamhouse
Barbie: Life In the Dreamhouse fue una serie animada hecha por computadora, producida por Arc Productions y distribuidos por Mattel, cuyo estreno fue el 20 de enero de 2012; la serie puede ser vista desde la página oficial de Mattel y por su canal oficial en Youtube.
Ha sido vista 300 millones de veces y ha sido traducido a 21 idiomas distintos, entre ellos el español, alcanzando 13 millones de visitas únicas al mes.

## Trama
La serie está ambientada en la ciudad de Malibú (California), donde según la serie todos sus habitantes son muñecos de plástico. La serie se centra en la vida de la famosa muñeca Barbie, sus hermanas, sus amigos y su novio Ken; de hecho la dirección de la casa Dreamhouse de Barbie es "Malibú 1959", y su armario cuenta con 14 hectáreas. La serie está inspirada como reality show con las confesiones de los personajes tras las cámaras.

## Personajes
- Barbie: Es el personaje principal de la serie, ella junto con sus tres hermanas menores viven en una mansión llamada Dreamhouse en Malibú, ella es célebre y popular en su localidad, pero a pesar de eso ella es amable, humilde y de buen carácter.
- Skipper: Hermana menor de Barbie y mayor de Stacie y Chelsea, es amante de la tecnología.
- Stacie: Hermana menor de Barbie y Skipper y mayor de Chelsea, le encantan las nuevas aventuras y el deporte.
- Chelsea: Hermana menor de Barbie, Skipper y Stacie.
- Armario: Es el robot creado por Ken encargado de aconsejar a Barbie sobre su estilo. Es fácilmente manipulable y, aunque tiene buen corazón, se convierte en el antagonista en algunas ocasiones. Para más información sobre su personalidad, consulta las tres leyes de la robótica.
- Ken: Es el eterno novio de Barbie, pretende ser el novio perfecto de Barbie, estando allí para servirla gracias a su "barbieinstinto"; también es fabricante de máquinas, pero siempre se equivoca, aun así Ken es optimista.
- Teresa: Es una de las mejores amigas de Barbie, a menudo es despistada y muy habladora.
- Nikki: Ella es otra de las mejores amigas de Barbie y también es amiga de Teresa, maneja un blog de moda, y su hobby es tomar fotografías; su forma de ser es atrevida abierta y protectora de sus amigos.
- Raquelle: Es un personaje que merece más reconocimiento y la razón es que mientras barbie existía y y todo estaban detrás de ella, Raquel se esforzaba por tener la atención que merecía, ella tenía inseguridades y al no tener a nadie de confianza con la cual hablar, decidió tomar el esfuerzo de ser como barbie, aunque sabía perfectamente que ella es hermosa tal y como es (siempre siendo la "The other woman").
- Ryan: Hermano de Raquelle, y también antagonista de la serie, es el rival de Ken y hace todo por captar el amor de Barbie, es músico por lo que le hace canciones para ella, él es vanidoso al igual que su hermana Raquelle.
- Midge: Aparece desde la 3° temporada, es amiga de la infancia de Barbie desde los años 60, proveniente de Willows, Wisconsin, en su primera aparición en la serie apareció en blanco y negro muy pasada de moda, y Barbie le arregla la imagen a Midge; ella es peculiar, inteligente, y es amante de las artes y las manualidades (especialmente el macramé); está enamorada secretamente de Ryan.
- Summer: Aparece desde la 4° temporada, es otra de las mejores amigas de Barbie, proviene de Australia; le fascinan los deportes y la adrenalina, además de ser competitiva e hiperactiva.
- Grace: Aparece desde la 8° temporada, se convierte en la nueva mejor amiga de Barbie tras conocerse en un restaurante, es amante de las ciencias, es nueva en Malibú.
- Blissa: Es la mascota de Barbie, es una gatita.
- Taffy: Es la otra mascota de Barbie, es una perrita.
- Tawny: Es el caballo de Barbie.

## Temporadas
| # | Temporada | Episodios | Fecha de emisión         |
| - | --------- | --------- | ------------------------ |
|   | 1         | 1-14      | 20 de enero de 2012      |
|   | 2         | 15-23     | 3 de noviembre de 2012   |
|   | 3         | 24-31     | 2 de febrero de 2013     |
|   | 4         | 32-40     | 20 de septiembre de 2013 |
|   | 5         | 41-45     | 2 de octubre de 2013     |
|   | 6         | 46-53     | 5 de febrero de 2014     |
|   | 7         | 54-60     | 9 de julio de 2014       |
|   | 8         | 61-75     | 5 de marzo de 2015       |

## Voces adicionales
| Personaje | Inglés             | Español                                                                                          | Castellano              |
| --------- | ------------------ | ------------------------------------------------------------------------------------------------ | ----------------------- |
| Barbie    | Kate Higgins       | Annie Rojas                                                                                      | Laura Pastor            |
| Skipper   | Paula Rhodes       | Fabiola Paulin (1°-2° temporada), Andrea Orozco (desde la 3° temporada)                          | Carolina Tak            |
| Stacie    | Paula Rhodes       | Leisha Medina                                                                                    | Anabel Alonso Vega      |
| Chelsea   | Laura Gerow        | Leisha Medina (Episodio 28), Andrea Arruti †                                                     | Carmen Podio            |
| Ken       | Sean Hankinson     | Enzo Fortuny (1°-3° Temporada), Arturo Cataño (desde la 4° temporada)                            | Jesús Barreda           |
| Teresa    | Katie Crown        | Gaby Ugarte (1° temporada), Jessica Ángeles (desde la 2° temporada), Susana Moreno (episodio 36) | Sara Casasnovas         |
| Nikki     | Nakia Burrise      | Cristina Hernández                                                                               | Mercedes Espinosa       |
| Raquelle  | Haviland Stillwell | Karla Falcón Castrejón                                                                           | Marta Sainz             |
| Ryan      | Charlie Bodin      | David Bueno (1°-5° temporada), Luis Leonardo Suárez (desde la 6° temporada)                      | Mónico Antonio Regeredo |
| Midge     | Ashlyn Selich      | Leyla Rangel                                                                                     | Silvia Sarmentera       |
| Summer    | Tara Sands         | Susana Moreno                                                                                    |                         |

## Productos a la venta
- En el año 2013 salió a la venta las muñecas de la línea "Life in the Dreamhouse", los personajes de Barbie, Ken, Teresa, Nikki, Raquelle, Midge y Summer, y la casa Dreamhouse.
- En noviembre del mismo año se lanzó el videojuego llamado "Barbie Dreamhouse Party", disponible para Wii U, Wii, Nintendo 3DS, Nintendo DS y PC.